# Salvator-Friedhof (Krakau)

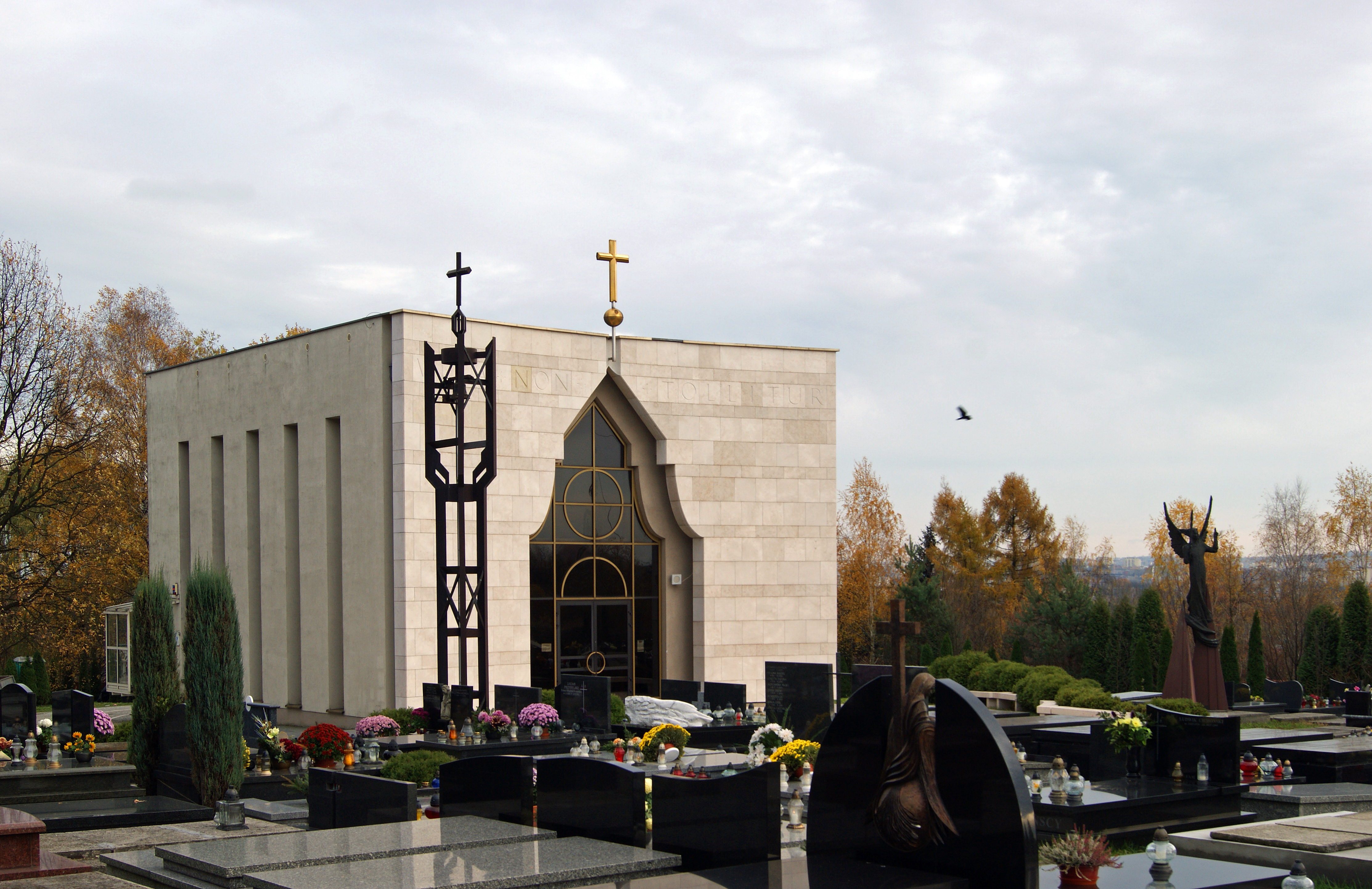
Allerheiligenkapelle von Witold Cęckiewicz

Der Salvator-Friedhof (polnisch Cmentarz Salwatorski auch Cmentarz Zwierzyniecki) ist ein bekannter Friedhof in Krakau im Stadtteil Zwierzyniec unterhalb des Kościuszko-Hügels.

## Geschichte
Der Friedhof wurde 1865 am ehemaligen Dorf Salvator errichtet. Zunächst diente er der Gemeinde der Salvatorkirche und angrenzenden Gemeinden. Später wurde er zur letzten Ruhestätte vieler bedeutender Persönlichkeiten, denen seine schöne Lage am Hang des Las Wolski gefiel. 1902 und 1999 wurde er erweitert. Er gilt unter Krakauern und Touristen als beliebtes Ausflugsziel, um die Gräber bekannter Krakauer zu besuchen oder den Ausblick auf die Beskiden und die Tatra bei guten Sichtverhältnissen zu genießen.

## Gräber bekannter Verstorbener
Es ruhen hier unter anderen:
- Ewa Bąkowska
- Jacek Baluch
- Jerzy Bandura
- Witold Cęckiewicz (1924–2023), Architekt und Bildhauer
- Kornel Filipowicz (1913–1990), Schriftsteller, Drehbuchautor und Dichter
- Antoni Gołubiew
- Stanisław Gronkowski
- Marta Ingarden
- Roman Stanisław Ingarden (1920–2011), mathematischer Physiker
- Zofia Jaroszewska (1902–1985), Schauspielerin
- Antoni Kępiński (1918–1972), Psychiater
- Feliks Koneczny
- Krzysztof Kozłowski
- Aleksander Kulisiewicz (1918–1982), Journalist und Sänger
- Bronisław Kwiatkowski
- Stanisław Lem (1921–2006), Schriftsteller
- Stanisław Łempicki
- Mieczyslaw Malinski
- Albin Małysiak (1917–2011), Ordensgeistlicher und römisch-katholischer Weihbischof in Krakau
- Janusz Meissner (1901–1978), Militärflieger und Schriftsteller
- Juliusz Osterwa (1885–1947), Theaterregisseur und Schauspieler
- Aleksander Pychowski
- Eugeniusz Romer (1871–1954), Geograph und Kartograph
- Karol Hubert Rostworowski
- Andrzej Szczeklik
- Jan Sztaudynger
- Andrzej Wajda (1926–2016), Film- und Theaterregisseur
- Andrzej Wróblewski (1927–1957), Maler und Autor
- Kazimierz Wyka (1910–1975), Dichter und Literaturkritiker